# Upside Down
Upside Down är en sång skriven av Nile Rodgers och Bernard Edwards, och ursprungligen inspelad av Diana Ross på albumet Diana. Singeln toppade listan Billboard Hot 100 i USA den 6 september 1980. Singeln var även en stor hit utanför USA, och nådde bland annat som bäst en andraplats på den brittiska singellistan, samt toppade singellistorna i Italien, Norge och Schweiz.
Sången kom senare att bli samplad av Salt-N-Pepa, Missy Elliott, Puff Daddy och MC Lyte, som 1996 hade en hit med "Upside Down" samplad i låten "Cold Rock a Party". Låten samplades även i Alcazars låt "This is the World We Live in", utgiven 2004.

## Listplaceringar
| Lista (1980-1981) | Topplacering |
| ----------------- | ------------ |
| Nederländerna     | 3            |
| Norge             | 1            |
| Nya Zeeland       | 1            |
| Schweiz           | 1            |
| Sverige           | 1            |
| Österrike         | 2            |

### Fotnoter
1. ↑  ”Listplacering”. http://dutchcharts.nl/showitem.asp?interpret=Diana+Ross&titel=Upside+Down&cat=s. Läst 15 maj 2011.
2. ↑  ”Listplacering”. http://norwegiancharts.com/showitem.asp?interpret=Diana+Ross&titel=Upside+Down&cat=s. Läst 15 maj 2011.
3. ↑  ”Listplacering”. Arkiverad från originalet den 13 november 2012. https://web.archive.org/web/20121113024426/http://charts.org.nz/showitem.asp?interpret=Diana+Ross&titel=Upside+Down&cat=s. Läst 15 maj 2011.
4. ↑  ”Listplacering”. http://hitparade.ch/showitem.asp?interpret=Diana+Ross&titel=Upside+Down&cat=s. Läst 15 maj 2011.
5. ↑  ”Listplacering”. http://swedishcharts.com/showitem.asp?interpret=Diana+Ross&titel=Upside+Down&cat=s. Läst 15 maj 2011.
6. ↑  ”Listplacering”. http://austriancharts.at/showitem.asp?interpret=Diana+Ross&titel=Upside+Down&cat=s. Läst 15 maj 2011.